# Itaparica FM
Itaparica FM foi uma estação de rádio FM da cidade de Salvador (Bahia). Foi fundada em 1985. Seu repertório era composto principalmente da música baiana, entre outros gêneros.
Devido ao fato de ter tido como um de seus proprietários o cantor Bell Marques, vocalista do grupo Chiclete com Banana, a Itaparica FM também ficou conhecida como "a rádio do Chiclete com Banana".
Em sua equipe, a estação contou com nomes consagrados da imprensa baiana, como Cristóvão Rodrigues, Wellington Silva Telles (Tixau) e também nomes da nova geração do rádio baiano, como Cláudia Lopes e Sandro Dias.
Sua frequência era a FM 91,3 MHz, com potência de 30.000 watts.
Em 1º de fevereiro de 2013, a frêquência 91,3 MHz foi ocupada pela CBN Salvador, devido à venda da rádio à Rede Bahia pelo grupo do Chiclete com Banana.